# متحف طيبة الإمام
متحف طيبة الإمام في - مدينة طيبة الإمام - التابعة لمحافظة حماة في سوريا، يضم المتحف مكتشفات أثرية من المنطقة ويحتوي على أكبر لوحة فسيفساء في العالم تبلغ حجمها 600 متر مربع وتعد من روائع وكنوز الحضارة السورية القديمة.

## لوحة الفسيفساء الرائعة
يضم المتحف لوحة فسيفسائية تعد من أهم وأجمل وأكبر لوحات الفسيفساء في العالم، إذ أنها ترقى إلى القرن الخامس الميلادي وعليها رسومات وأشكال لها رموزها ودلالاتها التاريخية والحضارية والأثرية .
وتمتاز لوحة فسيفساء طيبة الإمام التي يعود تاريخها إلى عام 242 ميلادي والتي تم اكتشافها من قبل مديرية آثار حماة بين عامى 1985 و1987  ميلادي بجمالها وأسلوبها الزخرفي والهندسي الاستثنائي حيث تعد واحدة من أجمل وأروع الأعمال الفسيفسائية القديمة المكتشفة في سوريا .
ونظراً للأهمية الكبيرة التي تحملها اللوحة فنيا وتاريخيا فقد قامت المديرية العامة للآثار والمتاحف السورية بالتعاون مع الحكومة الإيطالية بإشراف معهد فرانسيسكان بتشييد متحف في محيط اللوحة يتيح الفرصة للزوار والسائحين الاطلاع ومشاهدتها من جميع الجهات والنواحي.
وقد استمر العمل في بناء المتحف 9 أشهر حيث جرى في البداية ترميم اللوحة واعادة تثبيت بعض قطع الفسيفساء التي تحويها ثم تم تشييد المبنى المحيط باللوحة بهدف حماية أرضية الفسيفساء تمهيدا لاستكمال أعمال الترميم التي ستجرى على اللوحة خلال العام المقبل والتي تتطلب وقتا وجهدا كبيرين نظرا لامتداد اللوحة وكبر حجمها وصغر حجم المكعبات التي تتضمنها.
ويقول مسؤول في مديرية المتاحف بحماة أنه تم تزويد المتحف الذي بلغت تكلفته نحو 13 مليون ليرة سورية بلوحات الدلالة ومختلف الشروحات التي تدل على القيمة التاريخية ومعاني الكتابات والرسوم والأشكال الفنية الموجودة في اللوحة الفسيفسائية لأكبر في لعالم إضافة إلى تصميم مخطط تخيلي يظهر ما كانت عليه الكنيسة قديما.
وتشير المصادر التاريخية إلى أن إنجاز هذه اللوحة استكمل عام 442 ميلادية في عهد دومنوس أسقف حماة آنذاك وبمساعدة من الكهنة السوريين أمثال أبيفانوس وفالنته والمؤمنين الكسندرا وتيودوسيو وبارموتوس وكارتيرياتيا وعائلاتهم وسميت هذه الكنسية على اسم القديسين الشهداء وأبرز ما يمكن مشاهدته في الرواق الشمالي رسم يصور وصول ذخائر لصور القديسين محملة على بغلين إلى جانب مشاهد الرعي والصيد والطيور العديدة التي تنسجم مع الموضوعات الزراعية والبيئية التي كانت سائدة آنذاك .

## أكبر لوحات الفسيفساء في العالم
تتميز اللوحة التي تزيد مساحتها على 600 متر مربع باحتوائها على صور ل28 بناء كنسيا من كنائس الحضارة السورية تزين الأرضية على شكل بازيليكيات وعلى شكل صليب إلى جانب الاسطح والقباب واإابرلج الشبيهة بالكثير °من الأبنية القديمة التي يمكن مشاهدتها حتى الآن في سوريا.
من أكثر المشاهد التي تتضمنها اللوحة إثارة للاهتمام ذاك الذي يزين الجهة الشرقية من اللوحة حيث يمكن رؤية جنة السلام والخلد مرموزا لها بمدينتي القدس وبيت لحم كما جاء في سفر الرؤية وفي وسطها يظهر الحمل المنير الذي يضيء وطائر الفينيق ذو الدلالة الدينية في الحضارة السورية لتلك الفترة التاريخية وكتابات تشير إلى أنهر الجنة الأربعة وهي جيحون وسيحون ودجلة والفرات وستة نصوص باللغة اليونانية تواكب زخرفة اللوحة ثلاثة منها في الرواق الشمالي وواحد في الرواق الجنوبي وإلى جانب ذلك هناك صورة لمدينتي القدس وبيت لحم.
وتوحي هذه اللوحة الفسيفسائية النادرة التي لا يوجد لها مثيل في العالم لأي مرء يتأملها إدراك مدى براعة وثقافة الفنان السوري الذي صنعها والمستوى الفني والإبداعي السوري الراقي في تلك الحقبة التاريخية باعتبار أن لكل رسم وشكل فيها دلالة وقيمة فلسفية ومعنوية كبيرة.
- فسيفساء سوريا